# Scotozous dormeri
Scotozous dormeri е вид прилеп от семейство Гладконоси прилепи (Vespertilionidae). Видът не е застрашен от изчезване.

## Разпространение и местообитание
Разпространен е в Бангладеш, Индия (Андхра Прадеш, Асам, Бихар, Гоа, Гуджарат, Джаму и Кашмир, Западна Бенгалия, Карнатака, Керала, Мадхя Прадеш, Махаращра, Мегхалая, Нагаланд, Ориса, Пенджаб, Раджастан, Тамил Наду, Трипура, Утар Прадеш, Утаракханд и Харяна) и Пакистан.
Обитава градски и гористи местности, национални паркове, градини и плантации в райони с тропически и субтропичен климат, при средна месечна температура около 24,7 градуса.

## Описание
Теглото им е около 6,8 g.
Популацията на вида е стабилна.